# ミュージカル プレゾン"ミステリー"抜粋
『ミュージカル プレゾン"ミステリー"抜粋』（ミュージカル プレゾンミステリー ばっすい）は1986年10月30日にワーナー・パイオニアからリリースされた少年隊のミュージカルのサウンドトラック。

## 概要
少年隊のミュージカル「PLAYZONE」のサウンドトラックで、当初はカセットテープのみで発売された。
同年11月28日、同年3月8日に同じくカセットテープのみで発売された『BACKSTAGE PASS』と共に同2作を1枚にまとめたアルバム『Duet』にて初CD化された。

## 収録曲
特記以外、作詞：神田エミ・作曲：井上堯之・編曲：ボブ佐久間

### Side A
1. 夢・きらめきダンシング
ただしミュージカルに使用したスローバージョンは未CD化。
2. YOROSHIKU! NEW YORK
3. 恋の涙はすみれ色
作詞：森泉博行
錦織一清・植草克秀のユニット曲
4. 裸足の二人
東山紀之のソロ曲
5. CORD NUMBER 0017
作詞：森泉博行

### Side B
1. ミステリー・ゾーン
2. レイニー・エクスプレス（スロー・ヴァージョン）
作詞・作曲：宮下智